# 伊藤幸弘
伊藤幸弘（いとう ゆきひろ、1952年- ）は神奈川県平塚市出身の教育カウンセラー、不登校カウンセラー、保護者カウンセラー。伊藤幸弘教育研究所所長、全寮制フリースクールLead顧問、青少年非行防止ネットワーク理事、元愛知県高浜市青少年育成指導員である。
2024年6月25日に伊藤幸弘塾は解体。2024年6月26日からは全寮制フリースクールLeadの顧問となって精力的に活動している。不登校・ひきこもり・非行・家庭内暴力に悩む青少年向けの全寮制フリースクールである。

## 経歴
1952年神奈川県平塚市生まれ。高校3年生の時、傷害事件を起こし少年院へ。高校中退後、トラック助手や自動車板金加工をするが、20歳で平塚市を拠点とする構成員1万5千人の暴走族「相州連合」の2代目総長になる。道路交通法違反で再び逮捕され、刑務所で1年服役する。出所後、かつて勤めていた自動車修理会社の社長に温かく迎え入れてもらって更生することが出来た。会社に勤めながら、世の中のために生きることを誓い、様々な問題を抱える少年少女とその親たちへのカウンセリングや子供たちとの共同生活を送り更生・改善のボランティア活動を続ける。99年に会社を辞めてからも活動は継続し、5000人を超える不登校の相談者と向き合ってきた。また、自身の活動がＮＨＫ他、各局などで、ドキュメントなどが放送され、全国から問い合わせが殺到し、注目を浴びた。99年4月、国会からも青少年問題特別委員会の参考人として招かれた。現在も、子育てに悩む家庭や子どもたちのために活動している。2024年6月26日より全寮制フリースクールLeadの顧問となり、日々精力的に活動している。

## 出演番組

### テレビ
- テレビ朝日ビートたけしのTVタックル　出演
- テレビ東京Cross　road(クロスロード)　出演
- フジテレビこたえてちょーだい　出演
- フジテレビスーパーニュース　出演
- TBSテレビ情熱ドラマチックもくげき！　出演
- テレビ朝日スーパーJチャンネル　出演

ほか多数

### ラジオ
- 子育てラジオ定期便

### 出版
- 伊藤幸弘『きっと、更生(よみがえ)る。-非行カウンセラーは元・暴走族』（くもん出版 1997年12月）
- 伊藤幸弘『体当たり子直し‐元暴走族総長の子育て論』（小学館 1998年8月）
- 伊藤幸弘『マジだぜ！‐元暴走族総長・ホンネ勝負の「子直し論」』（灯台ブックス 1999年7月）
- 伊藤幸弘『僕たちは入らない人間ですか？‐少年院からの手紙』（扶桑社 2000年10月1日）
- 伊藤幸弘『子供に悩まされる親　親にダメにされる子供』（扶桑社 2003年5月）
- 伊藤幸弘『こんなオレでも生きててよかった‐非行、暴走、傷害、薬物・・・チンピラ先生、世直しと更生の軌跡』（扶桑社 2005年7月1日）
- 伊藤幸弘監修、不登校ひきこもり解決事務局（株式会社イーメディック）『これがわかれば不登校は解決できる:目からうろこ「こうすればよかったのか！』（Kindle版）